# Courmangoux
Courmangoux är en kommun i departementet Ain i regionen Auvergne-Rhône-Alpes i östra Frankrike. Kommunen ligger  i kantonen Treffort-Cuisiat som ligger i arrondissementet Bourg-en-Bresse. Kommunens areal är 14,82 km². År 2022 hade Courmangoux 513 invånare.

## Befolkningsutveckling
Antalet invånare i kommunen Courmangoux
Referens: INSEE